# Rezolucija Vijeća sigurnosti UN-a 779
Rezolucijom Vijeća sigurnosti UN-a 779, jednoglasno usvojenom 6. listopada 1992., nakon ponovne potvrđivanja Rezolucije 743 (1992.) i kasnijih rezolucija te primanja na znanje izvješća glavnog tajnika Butrosa Butros-Galija podnesenog u skladu s rezolucijama 743 i 762 (1992.), Vijeće ovlastio Zaštitne snage Ujedinjenih naroda (UNPROFOR) da preuzmu odgovornost za praćenje potpunog povlačenja Jugoslavenske narodne armije iz Hrvatske, demilitarizacije poluotoka Prevlake i uklanjanje teškog naoružanja sa susjednih područja Hrvatske i Crne Gore u suradnji s Promatračkom misijom Europske zajednice.
Vijeće je pozvalo sve zainteresirane strane da poboljšaju svoju suradnju s UNPROFOR-om u obavljanju njegove nove zadaće, kao i zadaća koje već obavlja u zaštićenim područjima Ujedinjenih naroda. Također je pozvala sve strane u Hrvatskoj da poštuju svoje obveze iz mirovnog plana Ujedinjenih naroda, posebice u pogledu povlačenja snaga i razoružanja svih snaga i paravojnih snaga.
U rezoluciji je nadalje potvrđen sporazum predsjednika Republike Hrvatske i Savezne Republike Jugoslavije (Srbije i Crne Gore) od 30. rujna 1992. kojim je navedeno da će se sve izjave ili obveze dane pod prisilom smatrati ništavnima. Vijeće je istaknulo da se to posebno odnosi na imovinska i zemljišna prava, nakon što je izrazilo zabrinutost zbog "bezobraznog uništavanja i devastacije imovine". Također su pohvaljeni napori supredsjedatelja Međunarodne konferencije o bivšoj Jugoslaviji da osiguraju obnovu opskrbe strujom i vodom prije nadolazeće zime.

## Vanjske poveznice
- Text of the Resolution at undocs.org